# Oliviero Cappellini
Oliviero Cappellini (...) è un doppiatore italiano.

## Carriera
Ha doppiato il protagonista Joe MacMillan (interpretato da Lee Pace) nella serie televisiva di quattro stagioni Halt and Catch Fire e Randy Marsh nel secondo doppiaggio di South Park.

## Doppiaggio

### Cinema
- Wes Bentley in Dolan's Cadillac
- Michael K. Williams in Anesthesia
- Kal Penn in Speech & Debate
- Hidetoshi Nishijima in Drive My Car
- Fabrizio Rongione in La scelta di Anne - L'Événement
- James Darren in Lucky
- Ed Skrein in Sword of Vengeance - La spada della vendetta
- Nikolai Sotirov in Undisputed II: Last Man Standing
- Franky G in Devil's Tomb - A caccia del diavolo
- Vincent Elbaz in Non sono un uomo facile
- Patrick Lizana in La douleur
- Alexander Scheer in Il giovane Karl Marx
- Kiyohiko Shibukawa in Il gioco del destino e della fantasia
- Antonio Buíl in La Gomera - L'isola dei fischi
- Johan Heldenbergh in Hasta la vista
- Husam Chadat in L'uomo che vendette la sua pelle
- Scott Adkins in Ip Man 4 - The Finale

### Serie televisive
- Ty Olsson in Shattered
- Adam MacDonald in Rookie Blue
- Jan van Weyde in Tempesta d'amore
- Julián Gil in Eva Luna
- Peter McCabe in Enfield - Oscure presenze
- Larry Sullivan in Scandal
- Lee Pace in Halt and Catch Fire
- Ritesh Rajan e Ben Lawson in Dollface

### Cartoni animati
- Randy Marsh, Jimbo Kern, Ned Gerblansky, Pompadour, Gesù, Sig. Adler e altri personaggi in South Park[1] (2° doppiaggio)
- Jack Spicer in Xiaolin Showdown
- Gumpers e Granville in Alieni pazzeschi
- Lumacone in Camp Lazlo
- Nello ne La banda volante
- Cool Joe in Supa Strikas
- Byaku ne I Cavalieri dello zodiaco - The Lost Canvas

### Videogiochi
- Non morto (maschio) in World of Warcraft[2]
- Damon Baird in Gears of War (2006),[3] Gears of War 2 (2008),[4] Gears of War 3 (2011),[5] Gears of War: Judgment (2013),[6] Gears of War 4 (2016)[7] e Gears 5 (2019)[8]
- Dudley Dursley in Harry Potter e l'Ordine della Fenice (2007)[9]
- Cowboy in Turok (2008)[10]
- Yasuo in League of Legends (2009)
- Lorenzo de' Medici in Assassin's Creed II (2009)[11]
- Ammiraglio Han'Gerrel in Mass Effect 2 (2010)[12] e Mass Effect 3 (2012)[13]
- Agente di polizia in Need for Speed: Hot Pursuit (2010)[14]
- Wayne Haas in Deus Ex: Human Revolution (2011)[15]
- Benjamin Hornigold in Assassin's Creed IV: Black Flag (2013)
- Martin Hazen in Tom Clancy's The Division (2016)[16]
- Tom Nelson in Hidden Agenda (2017)[17]
- Lanterna Verde in Injustice 2 (2017)[18]
- Ingo Beck in Call of Duty: Black Ops - Cold War (2020)[19]
- Thadg in Diablo IV (2023)[20]
- Altre voci in Call of Duty: Modern Warfare 2 (2009),[21] Diablo IV (2023)[20]